# John Harry Dunning
Pour les articles homonymes, voir Dunning.
John Harry Dunning (né le 26 juin 1927 à Sandy (Bedfordshire, Royaume-Uni) et mort le 29 janvier 2009) est un économiste britannique
Il est connu pour ses apports concernant l'Investissement direct étranger et notamment son paradigme O.L.I. (en) qui recense les trois grands types d'avantages poussant une firme à s'internationaliser.